# Edward Rutledge (politik)
Edward Rutledge (23. listopadu 1749 Jižní Karolína – 23. ledna 1800 Jižní Karolína) byl americký politik a nejmladší signatář Deklarace nezávislosti Spojených států. Byl také zvolen 39. guvernérem Jižní Karolíny.

## Životopis
Stejně jako jeho nejstarší bratr John Rutledge se Edward narodil v Charlestonu v Jižní Karolíně. Byl nejmladším ze sedmi dětí (5 synů a 2 dcery) Johna Rutledge a Sarah Hext. Jeho otec byl lékař a kolonista skotsko-irského původu; jeho matka se narodila v Jižní Karolíně a její rodina pocházela z Anglie. Následoval své bratry Johna a Hugha, studoval právo v Londýně na Inns of Court. V roce 1772 byl přijat do anglické advokátní komory. Poté se vrátil do Charlestonu a 1. března 1774 se oženil s Henriettou Middleton (17. listopadu 1750 – 22. dubna 1792), dcerou Henryho Middletona (1717 – 13. června 1784), účastníka kontinentálního kongresu a otce Arthura Middletona, signatáře Deklarace nezávislosti. Pár měl tři děti:
- Maj. Henry Middleton Rutledge (5. dubna 1775 – 20. ledna 1844)
- Edward Rutledge (20. března 1778 – 1780)
- Sarah Rutledge (1782–1855)

Rutledge měl úspěšnou právnickou praxi se svým partnerem, Charlesem Cotesworthem Pinckneym. Stal se předním občanem Charlestonu. Vlastnil více než 50 otroků.

### Americká revoluce
Během americké revoluce sloužil Rutledge spolu se svým bratrem Johnem v armádě. John zastupoval Jižní Karolínu na kontinentálním kongresu. Podle jeho názoru by měli být Afroameričané vyhoštěni z kontinentální armády. Přestože byl pevným zastáncem koloniálních práv, byl jako delegát zpočátku proti The Resolution for Independence (usnesení o nezávislosti) v té podobě, jakou navrhoval Richard Henry Lee z Virginie, jeden z Otců zakladatelů. Vůdcové z Jižní Karolíny si nebyli jisti, že čas „nazrál“. V 26 letech byl nejmladším delegátem, který Deklaraci nezávislosti podepsal.
V listopadu 1776 se vrátil domů. Pracoval v General Assembly (Valném shromáždění). Sloužil jako kapitán dělostřelectva v milicích Jižní Karolíny a bojoval v bitvě o Beaufort v roce 1779. V květnu 1780 byl Rutledge zajat během obležení Charlestonu spolu s dalšími signatáři Deklarace nezávislosti, kterými byli Arthur Middleton a Thomas Heyward. Byli propuštěni během výměny vězňů v červenci 1781.

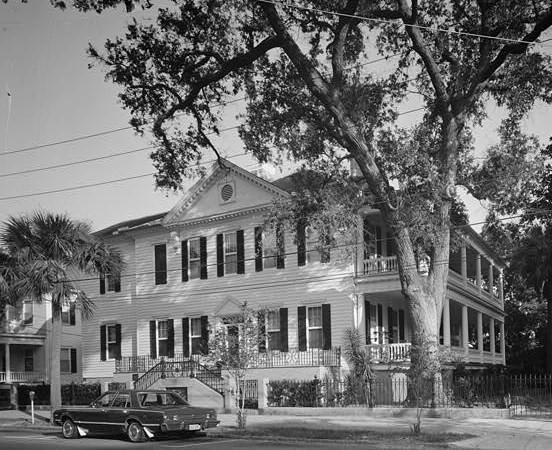
Dům Edwarda Rutledge v Charlestonu

## Další kariéra
Po propuštění se vrátil do General Assembly, kde působil až do roku 1796. Byl známý jako aktivní zákonodárce a obhájce zabavování loajalistického majetku. Stejně jako John Rutledge byl i Edward Rutledge proti Jay Treaty, (Jayská smlouva, smlouva o přátelství a obchodu mezi Británií a Spojenými státy z roku 1795, upřesnění Pařížské smlouvy z roku 1783) a proti anglofilnímu postoji, který vnímal ve federální straně. Jako volič v prezidentských volbách v roce 1769 Rutledge hlasoval pro dva jižní kandidáty, republikána Thomase Jeffersona a federalistu Thomase Pinckneyho. Rutledge nebyl blízký konečnému vítězi voleb Johnu Adamsovi, což trvalo už od kontinentálního kongresu, ale schvaloval Adamsovu obrannou politiku vůči Francii během kvaziválky.Rutledge rozhněval postoj republikánů, kteří se stavěli proti většině Adamsových obranných opatření, protože republikány chápal jako stranu hájící spíše zájmy Francie než zájmy americké, podobně jako vnímal náklonnost k Britům u federalistů během debat o Jayské smlouvě. Rutledge poté přestal s Jeffersonem komunikovat. Rutledge pracoval v Senátu dva roky a v roce 1798 byl zvolen guvernérem Jižní Karolíny.
Během důležitého setkání v Columbii musel Rutledge pro silný záchvat dny odjet domů. Zemřel v Charlestonu před koncem svého funkčního období. Vyskytly se názory, že zemřel na mrtvici po vyslechnutí zprávy o smrti George Washingtona.